# Пикник с Вайсманном
«Пикник с Вайcманном» (нем. Picknick mit Weismann) — короткометражный сюрреалистический анимационный фильм чешского режиссёра Яна Шванкмайера. Второй фильм, который был снят режиссёром при поддержке австрийской студии "Studio A".

## Сюжет
Летом на природе оказывается мебель (шкаф, кровать, стол и стулья) и ещё несколько предметов (садовая лопатка, граммофон и пластинки, шахматы, костюм на вешалке). Каждый из них занимается своим делом и наслаждается моментами пикника. Стол раскладывает карты и играет сам с собой. Шахматные фигуры также ходят самостоятельно. Стулья играют другом с другом в мяч и даже забираются на холм, чтобы с него скатиться. Костюм спокойно отдыхает на кровати, между делом поедая сливы и фотографируясь. А лопатка выкапывает яму перед шкафом. Всё это сопровождается музыкой, доносящейся из граммофона. Однако веселье заканчивается, когда наступает осень, и все предметы, за исключением лопатки и шкафа, замирают и покрываются опавшей листвой. Затем шкаф открывается, и из него выпадает связанный безымянный мужчина (предположительно, Вайсманн) прямиком в яму, после чего лопатка закапывает его.

## Создание
В 1968 году, после вторжения Советских войск в Чехословакию, вся семья Шванкмайера эмигрировала в Австрию по инициативе его жены Евы. Там он продолжил сотрудничество с продюсером "Studio A" Александром Гансом Пулуй и оператором Петером Пулуй, с которыми ещё в 1965 году снял короткометражный фильм "Игра с камнями" (нем. Spiel mit Steinen), используя ту же технику стоп-моушн.

## Трактовка
- В 1984 году на британском телеканале Channel 4 вышел документальный фильм братьев Квей "Кабинет Яна Шванкмайера" (англ. The Cabinet of Jan Švankmajer). В нём историки и сюрреалисты обсуждали творчество режиссёра, а также были анимационные вставки с закадровым голосом, читавшим заметки Шванкмайера, где тот рассказывал о своём видении искусства. В одной из вставок прозвучала следующая цитата:

Согласно герметическому учению, прикасаясь к предмету в определённом эмоциональном состоянии, мы оставляем на нём свои отпечатки, не отпечатки пальцев, а отпечатки эмоций. И человек, осязая такой предмет, может их поглощать. Поэтому, на самом деле, я не оживляю вещи, я вскрываю их внутреннюю жизнь.
Оригинальный текст (англ.)Hermetic teaching shows that by touching an object in a certain emotional condition one leaves one's imprints. Not fingerprints, but emotional prints. And a person who touches that object imbibes them. So I don't actually animate objects, I coerce their inner life out of them.

На эту цитату также ссылалась голландский кинокритик Патрисия Смаххе (нидерл. Patricia Smagge) в начале своей рецензии на этот фильм. Таким образом, можно предположить, что почти все одушевлённые вещи, показанные в фильме, имеют те самые "эмоциональные отпечатки" владельцев, которые когда-то ими пользовались. Это могут быть хозяева дома (костюм), гости, которым не чужд азарт (стол с картами), активные молодые люди (стулья), более зрелые или пожилые люди (садовая лопатка) и так далее. Вещи продолжают жить по-своему, со своими чертами характера, до своего момента старости. 
- Патрисия Смаххе рассказала о том, что в фильме изображено торжество вещей в честь их освобождения от людского владения. При этом подчеркнула, что хоть фильм и выглядит просто, он скрывает в себе не менее интересные темы:

Предметы в "Пикнике с Вайсманном" освобождаются от своей роли человеческой собственности и отмечают это пикником. <...> Этот короткометражный фильм Шванкмайера поначалу выглядит просто, но не дайте простоте вас обмануть: под ней скрываются сложные жизненные темы, такие как жизнь, смерть и свобода. В конце вы остаётесь с довольно пессимистическим посланием из-за горького послевкусия, которым заканчивает фильм Шванкмайер.
Оригинальный текст (нид.)De voorwerpen in ‘Picknick mit Weissmann’ zijn bevrijd uit hun rol als menselijk eigendom en vieren dat met een picknick. <...> Deze korte film van Svankmajer oogt in eerste instantie simpel, maar vergis je niet: onder de oppervlakte gaan zware levensthema’s als leven, dood en vrijheid schuil. Aan het einde blijf je achter met een vrij pessimistische boodschap door de bittere nasmaak waarmee Svankmajer afsluit.

Примечательно то, что вначале на дверях шкафа были фотографии в стилистике начала XX века, на которых изображены люди. Однако к концу они были заменены на фотографии с предметами на пикнике, что может подтвердить теорию о торжестве культа вещей.

## Музыка
- "Сыграй мне песню на скрипке" (нем. Spiel mir ein Lied auf der geige)

Композитор: Вальтер Юрман
Исполнитель: Лео Моноссон
- "Луана" (англ. Luana)

Композитор: Макс Стайнер
Исполнитель: Ренцо Мори

### Интересный факт
Названия песен на пластинках не совпадают с воспроизводимой музыкой.